# Augusto Soares
Augusto Ramos Soares (ur. 13 grudnia 1982 w Baucau) – lekkoatleta z Timoru Wschodniego, specjalizujący się w biegach maratońskich, olimpijczyk.
Zawodnik reprezentował swój kraj na igrzyskach w Londynie, startował w maratonie mężczyzn – zajął 84. miejsce z czasem 2:45:09.

## Rekordy życiowe
| Dystans         | Wynik (s) | Miejsce  | Data            |
| --------------- | --------- | -------- | --------------- |
| półmaraton      | 1:12:48   | Darwin   | 17 maja 2009    |
| bieg maratoński | 2:30:04   | Wientian | 15 grudnia 2009 |